# 茶屋が坂
茶屋が坂（ちゃやがさか）は、愛知県名古屋市千種区の町名。現行行政地名は茶屋が坂一丁目および茶屋が坂二丁目。住居表示実施済み。

## 地理
名古屋市千種区北部に位置し、西は宮の腰町、南は茶屋坂通、北は宮の腰町・東区砂田橋、南東は揚羽町・御影町・鍋屋上野町字北山に接する。

## 歴史

### 町名の由来
かつて山口街道（長久手街道）沿いのこの地に1軒の茶店があったことに由来するという。

### 沿革
- 1988年（昭和63年）11月20日 - 千種区鍋屋上野町・金森町・茶屋坂通の各一部より成立[2]。
- 2003年（平成15年）12月13日 - 地下鉄茶屋ヶ坂駅が開業。

## 世帯数と人口
2019年（平成31年）1月1日現在の世帯数と人口は以下の通りである。
| 丁目           | 世帯数  | 人口    |
| -------------- | ------- | ------- |
| 茶屋が坂一丁目 | 436世帯 | 887人   |
| 茶屋が坂二丁目 | 282世帯 | 606人   |
| 計             | 718世帯 | 1,493人 |

### 人口の変遷
国勢調査による人口の推移
| 1995年（平成7年）  | 1,373人 | [ WEB 6 ]  |  |
| 2000年（平成12年） | 1,296人 | [ WEB 7 ]  |  |
| 2005年（平成17年） | 1,414人 | [ WEB 8 ]  |  |
| 2010年（平成22年） | 1,491人 | [ WEB 9 ]  |  |
| 2015年（平成27年） | 1,560人 | [ WEB 10 ] |  |

## 学区
市立小・中学校に通う場合、学校等は以下の通りとなる。また、公立高等学校に通う場合の学区は以下の通りとなる。
| 丁目           | 番・番地等 | 小学校                   | 中学校                 | 高等学校 |
| -------------- | ---------- | ------------------------ | ---------------------- | -------- |
| 茶屋が坂一丁目 | 全域       | 名古屋市立上野小学校     | 名古屋市立振甫中学校   | 尾張学区 |
| 茶屋が坂二丁目 | 全域       | 名古屋市立富士見台小学校 | 名古屋市立千種台中学校 | 尾張学区 |

## 交通

### 鉄道
- 名古屋市営地下鉄
 名城線 茶屋ヶ坂駅 - 駅名は町名と異なり、「が」が片仮名の「ヶ」となっている。

### 道路
- 愛知県道215号田籾名古屋線（出来町通）

## 施設

### 茶屋が坂一丁目
- 金森公園

1956年（昭和31年）10月15日供用開始。
- 出池公園

1987年（昭和62年）4月1日供用開始。

### 茶屋が坂二丁目
- 不動公園

1989年（平成元年）4月1日供用開始。

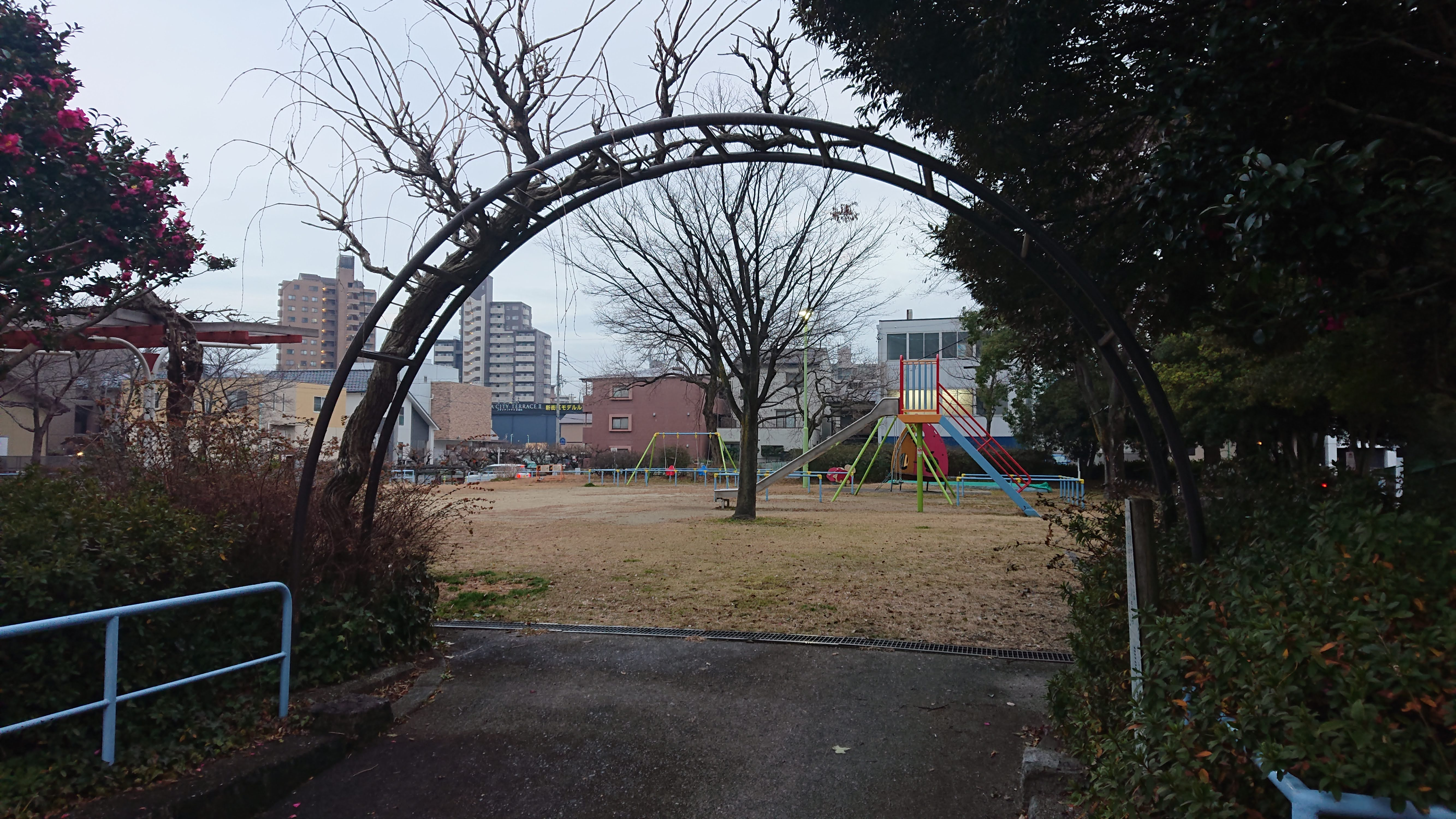
出池公園
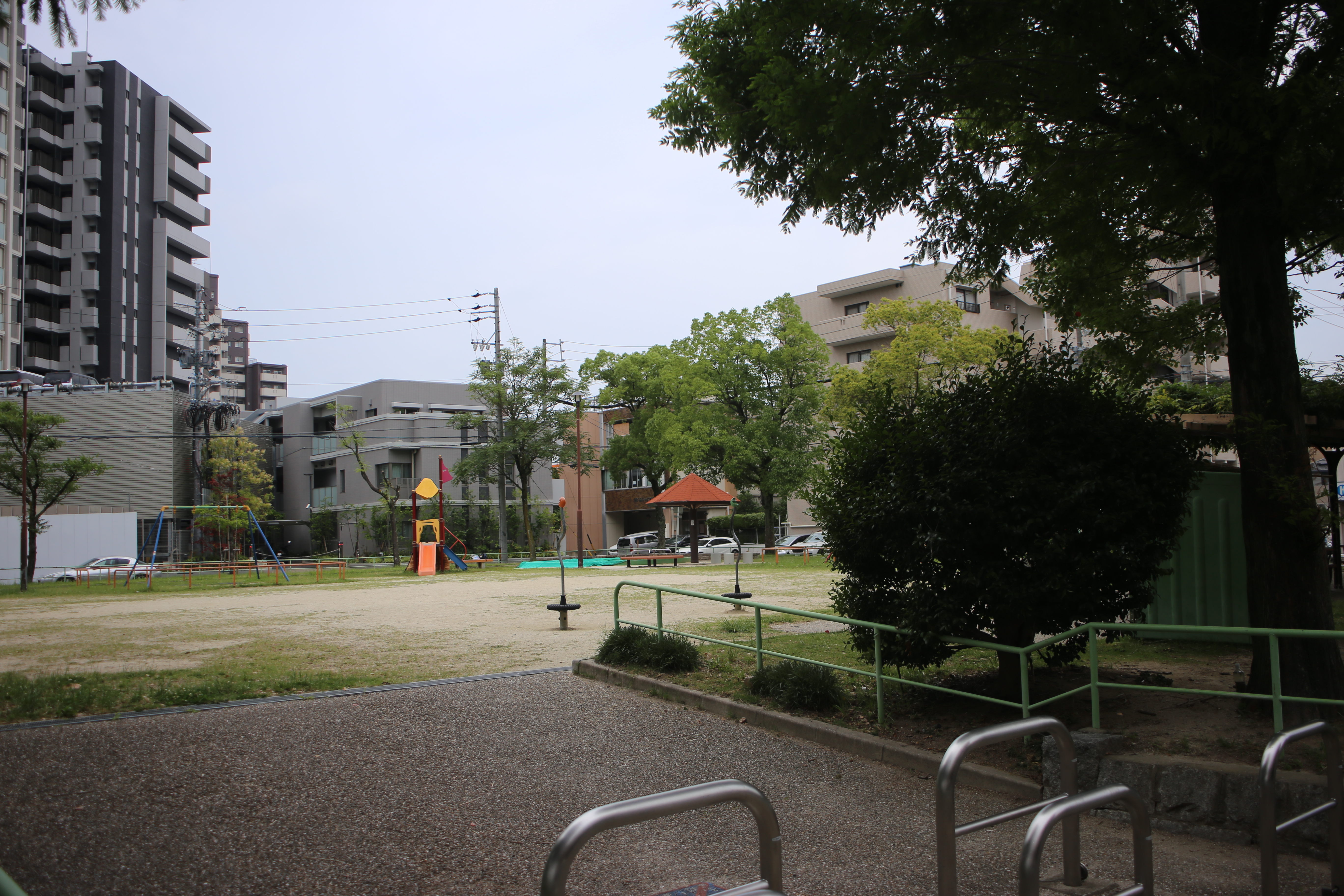
不動公園
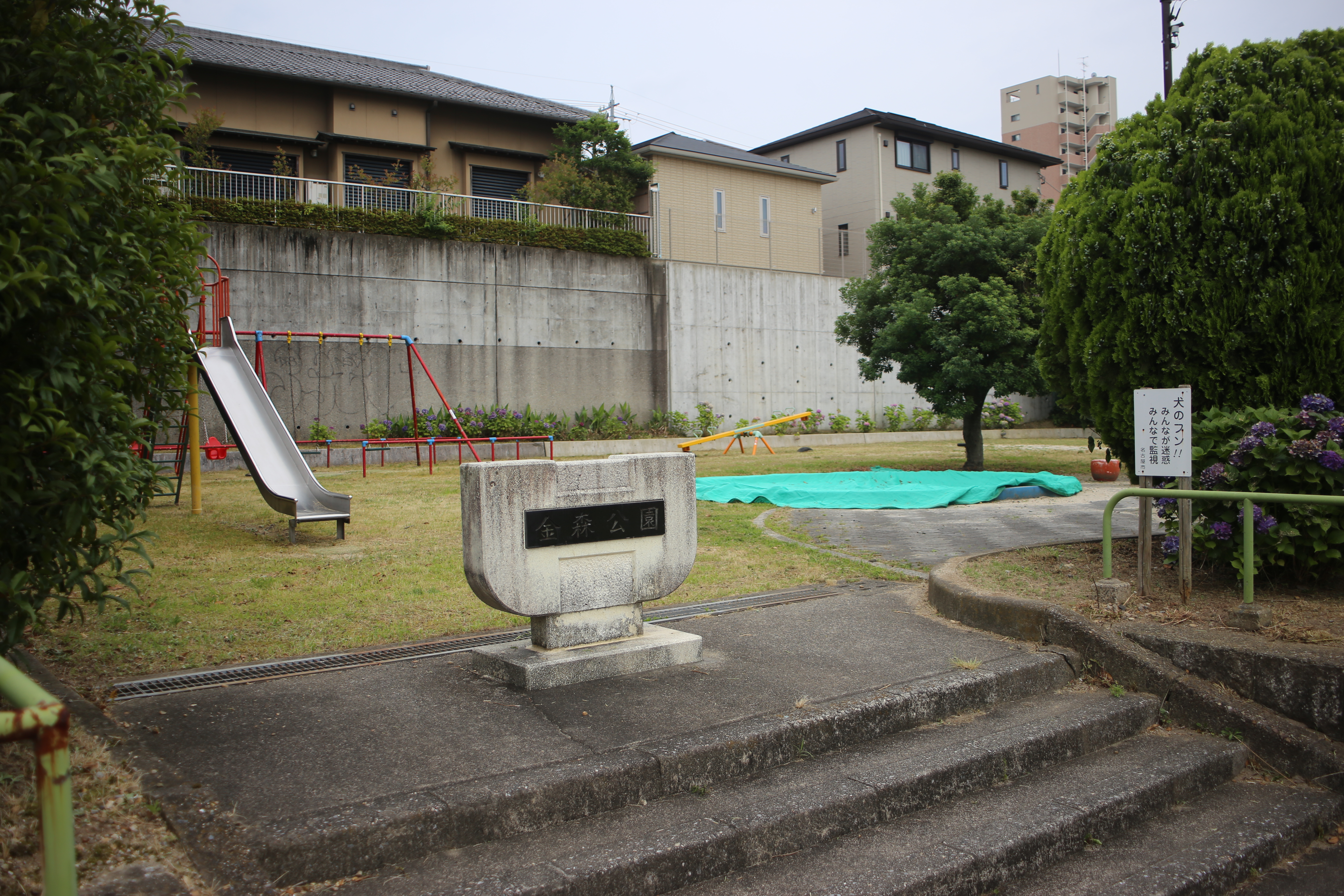
金森公園

## その他

### 日本郵便
- 郵便番号 : 464-0092[WEB 3]（集配局：千種郵便局[WEB 14]）。

### WEB
1. ↑  “愛知県名古屋市千種区の町丁・字一覧”.   人口統計ラボ. 2019年2月8日閲覧。
2. 1 2  “町・丁目(大字)別、年齢(10歳階級)別公簿人口(全市・区別)”.   名古屋市 (2019年1月23日). 2019年1月23日閲覧。
3. 1 2  “郵便番号”.  日本郵便. 2019年1月6日閲覧。
4. ↑  “市外局番の一覧”.   総務省. 2019年1月6日閲覧。
5. ↑  “千種区の町名一覧”.   名古屋市 (2015年10月21日). 2019年1月12日閲覧。
6. ↑  総務省統計局 (2014年3月28日). “平成7年国勢調査の調査結果(e-Stat) - 男女別人口及び世帯数 －町丁・字等” (CSV). 2019年4月27日閲覧。
7. ↑  総務省統計局 (2014年5月30日). “平成12年国勢調査の調査結果(e-Stat) - 男女別人口及び世帯数 －町丁・字等” (CSV). 2019年4月27日閲覧。
8. ↑  総務省統計局 (2014年6月27日). “平成17年国勢調査の調査結果(e-Stat) - 男女別人口及び世帯数 －町丁・字等” (CSV). 2019年4月27日閲覧。
9. ↑  総務省統計局 (2012年1月20日). “平成22年国勢調査の調査結果(e-Stat) - 男女別人口及び世帯数 －町丁・字等” (CSV). 2019年4月27日閲覧。
10. ↑  総務省統計局 (2017年1月27日). “平成27年国勢調査の調査結果(e-Stat) - 男女別人口及び世帯数 －町丁・字等” (CSV). 2019年4月27日閲覧。
11. ↑  “市立小・中学校の通学区域一覧”.   名古屋市 (2018年11月10日). 2019年1月14日閲覧。
12. ↑  “平成29年度以降の愛知県公立高等学校（全日制課程）入学者選抜における通学区域並びに群及びグループ分け案について”.   愛知県教育委員会 (2015年2月16日). 2019年1月14日閲覧。
13. 1 2 3  “都市公園の名称、位置及び区域並びに供用開始の期日” (2019年5月1日). 2019年11月3日閲覧。
14. ↑  郵便番号簿 平成29年度版 - 日本郵便. 2019年01月06日閲覧 (PDF)

### 書籍
1. ↑  名古屋市計画局 1992, p. 112.
2. ↑  名古屋市計画局 1992, p. 726.